# Joël Tshibamba
Joël Tshibamba (Kinshasa, 22 settembre 1988) è un calciatore congolese (Repubblica Democratica del Congo), attaccante dell'RKVV Rood Wit.

## Carriera
Ha giocato nella massima serie dei campionati olandese, polacco, greco, bulgaro, sloveno, armeno e singaporiano.
Il 29 luglio 2019 firma per il club italiano della Nocerina, militante in Serie D.
Il giorno del suo trentunesimo compleanno, esordisce col club campano. Trova il primo gol alla sua terza gara ufficiale, andando a segno contro il Sorrento. Il 18 ottobre dello stesso anno, rescinde il contratto col club campano, per motivi disciplinari.
Il 4 agosto 2020, Tshibamba ritorna in Italia venendo ufficializzato dal Napoli United, club di Eccellenza Campania.
Nell'autunno dello stesso anno rescinde coi campani, venendo messo in prova a novembre dal club siciliano di Serie D del Dattilo 1980.